# Szvecsai járás

A Szvecsai járás a Kirovi területen

A Szvecsai járás (oroszul Свечинский район) Oroszország egyik járása a Kirovi területen. Székhelye Szvecsa.

## Népesség
- 1989-ben 12 229 lakosa volt.
- 2002-ben 10 229 lakosa volt.
- 2010-ben 8 517 lakosa volt, melyből 8200 orosz.